# Adler und Falken
Adler und Falken var en tysk ungdomsorganisation som grundades av läraren Wilhelm Kotzde-Kottenrodt år 1920. Adler und Falken stod nära Wandervogel och präglades av völkischrörelsen.